# Espectroscopia fotoacústica
Espectroscopia fotoacústica é a medida do efeito da energia electromagnética absorvida (particularmente de luz) em questão por meio de detecção acústica. A descoberta das datas de efeito fotoacústico de 1880, quando Alexander Graham Bell mostraram que os discos finos emitiam som quando expostos a um feixe de luz que foi rapidamente interrompido com um disco com fenda rotativa. A energia absorvida a partir da luz faz com que o aquecimento local e através de expansão térmica de uma onda de pressão ou de som. Posteriormente Bell demonstrou que os materiais expostos para as porções não-visível do espectro solar (ou seja, o infravermelho e ultravioleta) também pode produzir sons.
Um espectro fotoacústico de uma amostra pode ser registada através da medição do som, em diferentes comprimentos de onda. Este espectro pode ser usado para identificar os componentes de absorção da amostra. O efeito fotoacústico pode ser usado para estudar os sólidos, líquidos e gases.

## Usos e técnicas

Montagem exemplar de um espectroscópio fotoacústica para análise de gás.

Espectroscopia fotoacústica tornou-se uma poderosa técnica para estudar as concentrações de gases na parte por bilhão ou mesmo parte por trilhão de níveis detectores fotoacústica modernos ainda contam com os mesmos princípios que o aparato de Bell. No entanto, para aumentar a sensibilidade, as seguintes modificações foram feitas:
O uso de lasers intensos, em vez do sol para iluminar a amostra uma vez que a intensidade do som gerado é proporcional à intensidade da luz, esta técnica é referida como "a espectroscopia fotoacústica a laser" ou "LPAS".
A orelha foi substituído por microfones sensíveis. Os sinais de microfone são ainda mais amplificado e detectado usando amplificadores lock -in.
Colocando a amostra gasosa para uma câmara cilíndrica, o sinal de som é amplificado por meio do ajuste da frequência de modulação a uma ressonância acústica da célula de amostra.

## Exemplo
O exemplo seguinte ilustra o potencial da técnica fotoacústica: No início dos anos 1970, Patel e colaboradores medido a variação temporal da concentração de óxido nítrico na estratosfera, a uma altitude de 28 km, com um detector fotoacústico transmitidas por balão. Estas medidas forneceu dados cruciais tendo sobre o problema da destruição do ozônio por emissão de óxido nítrico pelo homem.

## A pesquisa acadêmica
Enquanto a maioria de pesquisa acadêmica tem se concentrado em instrumentos de alta resolução, algum trabalho tem ido na direção oposta. Nos últimos vinte anos, os instrumentos de muito baixo custo para aplicações tais como a detecção de fugas e para o controlo da concentração de dióxido de carbono têm sido desenvolvidos e comercializados. Normalmente, as fontes termais de baixo custo são usados que são modulados por via electrônica. Difusão através de discos semi-permeável em vez de válvulas para a troca gasosa, os microfones de baixo custo, e processamento de sinais proprietário com processadores de sinais digitais trouxeram para baixo os custos destes sistemas. O futuro das aplicações de baixo custo da espectroscopia fotoacústica pode ser a realização de instrumentos fotoacústica micro usinados totalmente integrados.